# Diostrombus polita
Diostrombus polita är en insektsart som beskrevs av Philip Reese Uhler 1896. Diostrombus polita ingår i släktet Diostrombus och familjen Derbidae. Inga underarter finns listade i Catalogue of Life.